# (13184) Авгий
(13184) Авгий (др.-греч. Αὐγέᾱς) — типичный троянский астероид Юпитера, движущийся в точке Лагранжа L4, в 60° впереди планеты. Астероид был открыт 4 октября 1996 года бельгийским астрономом Эриком Эльстом в обсерватории Ла-Силья и назван в честь Авгия, одного из персонажей древнегреческой мифологии.

Орбита астероида Авгий и его положение в Солнечной системе